# Bussolengo
Bussolengo – miejscowość i gmina we Włoszech, w regionie Wenecja Euganejska, w prowincji Werona.
Według danych na rok 2004 gminę zamieszkiwało 16 979 osób, 707,5 os./km².
W Bussolengo znajduje się jedyny w Europie cmentarz artystów cyrkowych. W krypcie koło kościoła pochowanych jest ponad 100 z nich.
Cmentarz cyrkowców nie jest powszechnie znany. Krypta nie jest oznakowana. O profesji pochowanych świadczą jedynie motywy widniejące na płytach nagrobnych. Pochowano tam m.in. wybitnych artystów włoskiego cyrku, braci Caroli, znanych w całej Europie w latach 40. minionego wieku jako Los Francescos – na ich grobie wyrzeźbiono trzy konie w galopie. Według dziennika „La Stampa” cmentarz sfinansował urodzony w tych stronach David Larible, uważany za najlepszego klauna świata.